# Kolej gondolowa

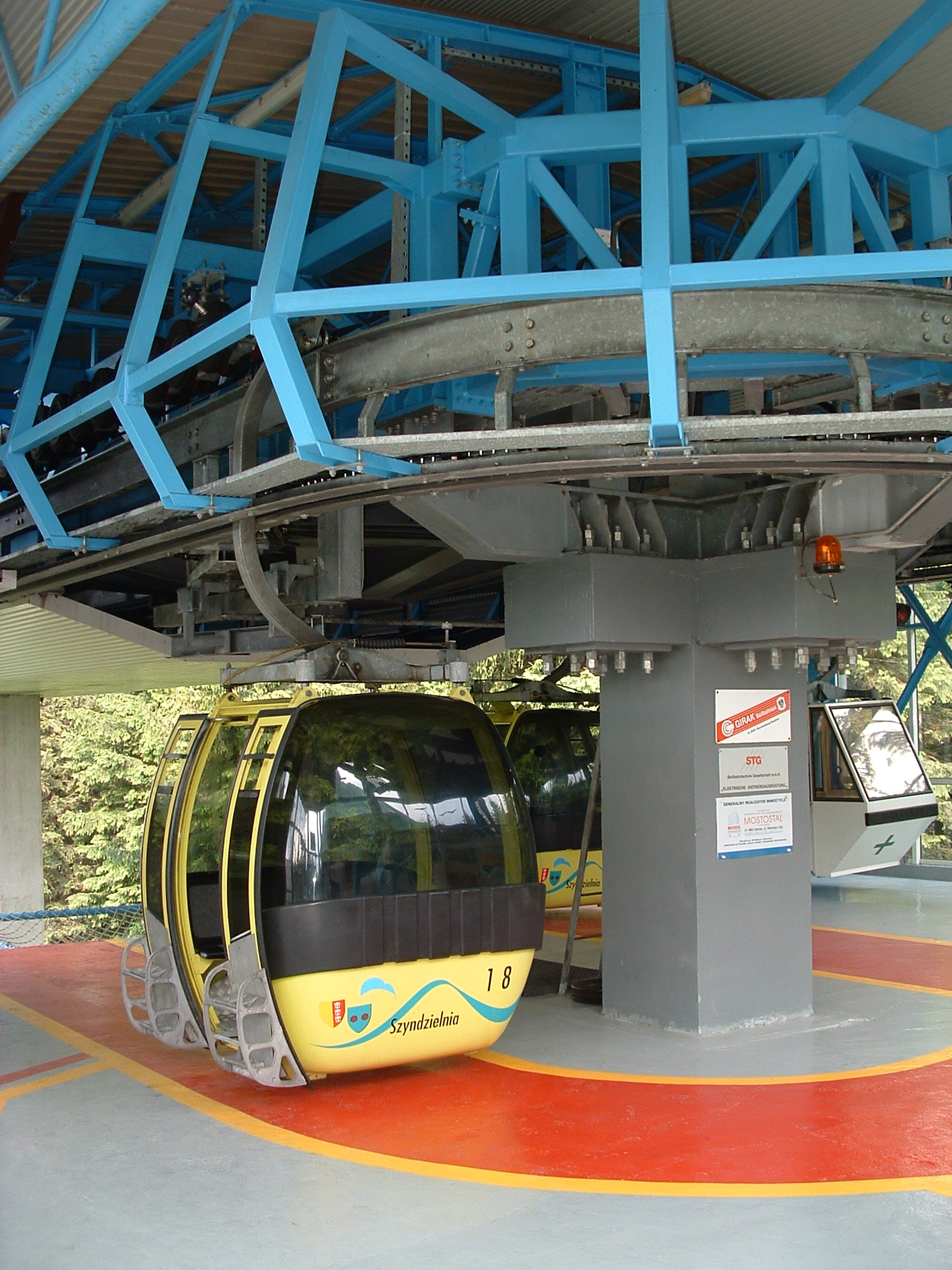
Kolej gondolowa na Szyndzielnię

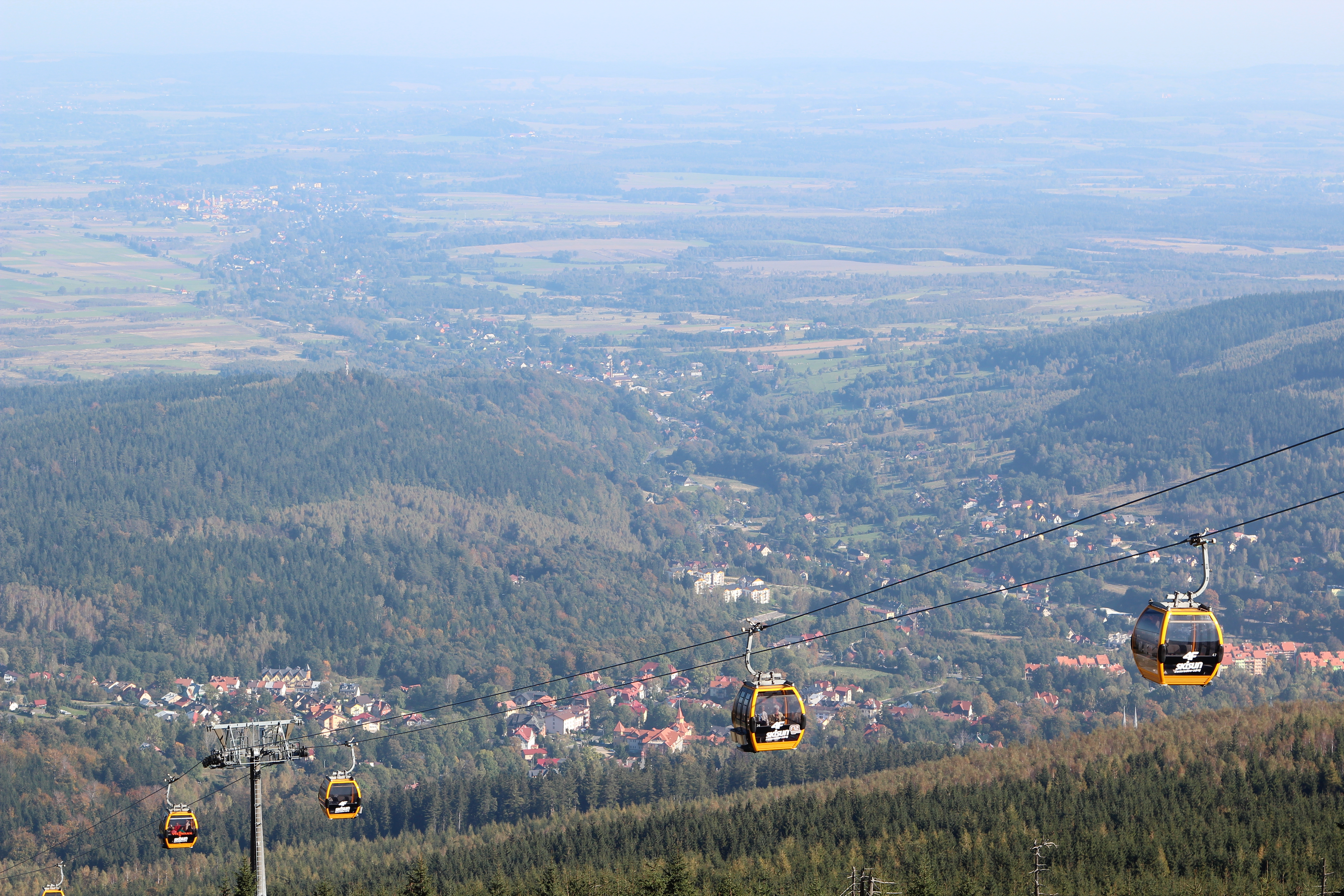
kolej gondolowa na Stóg Izerski

Kolej gondolowa – rodzaj napowietrznej kolei linowej, która transportuje turystów lub narciarzy z dolnej stacji na górną stację, i w przeciwnym kierunku, w kilkuosobowych wagonikach, podwieszonych na linie nośno-napędowej.

## Charakterystyka
Kolej gondolowa różni się od kolei kabinowej wielkością wagoników oraz ich liczbą. Kolej kabinowa ma dwie duże kabiny, będące dla siebie przeciwwagą, które poruszają się po nieruchomej linie nośnej. Kabiny te ciągnięte są drugą, ruchomą liną napędową.
W przypadku kolei gondolowej jednocześnie porusza się wiele gondoli (kilkanaście - kilkadziesiąt), wprzęgniętych za pomocą automatycznych sprzęgów do jednej liny nośno-napędowej, będącej w stałym ruchu. Na stacjach dolnej i górnej gondole są wyprzęgane z liny i kierowane na szynę obiegową, gdzie spowalniają swój ruch, co ułatwia wsiadanie i wysiadanie. Po wymianie pasażerów są one ponownie wprzęgane do poruszającej się liny. Gondole (kabiny) kolei gondolowych najczęściej mieszczą 4, 6 lub 8 osób. Największe pojedyncze gondole mieszczą nawet 28 osób (np. wybudowana w 2018 roku kolej na Klein Matterhorn). Z reguły mają zewnętrzne kosze na narty, które w sezonie letnim mogą być zastępowane wieszakami na rowery. Niektóre koleje gondolowe mają dwie, lub trzy liny (napędowa, nośna). Najczęstsza prędkość gondoli to 5 lub 6 m/s.

## Koleje gondolowe w Polsce
W Polsce działa pięć kolei gondolowych na terenach górskich:
- kolej gondolowa na Szyndzielnię – z Bielska-Białej na Szyndzielnię (1953, przebudowana w latach 1994–1995, modernizowana w latach 2016-2017),
- kolej gondolowa na Jaworzynę Krynicką – z Krynicy-Zdroju na Jaworzynę Krynicką (1997),
- kolej gondolowa na Stóg Izerski – ze Świeradowa-Zdroju na Stóg Izerski (2009),
- kolej gondolowa na Halę Skrzyczeńską – ze Szczyrku na Halę Skrzyczeńską (2017).
- kolej gondolowa w Solinie – z Plasza na Górę Jawor (2022).

Funkcjonuje również jedna kolej na terenie miasta:
- kolej gondolowa „Polinka” we Wrocławiu, ma tylko dwie gondole (2013).

Ponadto istnieją dwa systemy mieszane – połączenie na jednej linie kolei gondolowej z koleją krzesełkową:
- kolej linowa „Elka” w Parku Śląskim w Chorzowie (2013),
- kolej w Stacji Narciarskiej Zieleniec w Dusznikach-Zdroju (2015).